# Tachikawa-ryū
Die Tachikawa-ryū (jap. 立川流) war eine Schule des esoterischen japanischen Buddhismus.
Es gibt einige Anhaltspunkte dafür, dass der Name auf den Ort Tachikawa in der Provinz Musashi zurückgeht, an dem der Gründer bzw. einer seiner Nachfolger lebte.

## Geschichte
Die Tachikawa-ryū wurde Ende des 11. Jahrhunderts von einem Priester am Daigo-ji und Shugendō-Adepten, Ninkan (仁寛; 1057–1123?), als ein neuer Zweig der Shingon-shū begründet und durch Kōshin Monkan (文観; 1278–1357) weiterentwickelt. Sie stellt einen Versuch dar, den linkshändigen Tantrismus (vgl. Hinduistisches Tantra) in Japan zu etablieren. Wegen dieses Verstoßes gegen die mehr auf konfuzianischen Prinzipien basierenden Moralvorstellungen wurde die Tachikawa-ryū verboten, setzte jedoch ihre Tätigkeit bis ans Ende des 17. Jahrhunderts nachweislich fort.

## Schriften
Es ist ungeklärt, inwieweit die Texte der Tachikawa-ryū von der chinesischen Tradition abhängig sind, die auf Übersetzungen aus dem Sanskrit basiert. Van Gulik sieht eine direkte Verbindung vom indischen Vajrayana (Sanskrit: vajrayâna) nach Japan, indem während der relativ freizügigen Tang-Dynastie die ins Chinesische übersetzten Schriften über sexuellen Mystizismus durch Pilger mitgebracht wurden.
Die maßgeblichen Texte sind:
- das Naya-sûtra (理趣経, Rishu-kyō);
- das Yoga-sûtra (瑜祗経, Yugi-kyō);
- die Karandamudrâ-dhâranî (宝篋印経, Hōkyōin-kyō).

In der spezifischen Auslegung der Tachikawa-Schule werden die Lehren des esoterischen Shingon-Buddhismus mit sexuellen Praktiken verbunden.
Es gab auch nichtkanonisches Schrifttum wie:
- Gozō-kōtei-kyō (五臓皇帝経, „Sûtra vom König der fünf inneren Organe“);
- Myō-a-ji-kyō (妙阿字経, „Sûtra des wunderbaren Zeichens ‚A‘“);
- Shinnyo-jissō-kyō (真如実相経, „Sûtra von der Realität des Absoluten“);

und andere.

## Lehre
Da das hiesige Leben mit dem erleuchteten in den tantrischen Systemen letztlich zusammenfällt, dachte man sich die höchste Wahrheit im Geschlechtsverkehr von Mann und Frau:
„Der Weg von Mann und Frau, das ist die geheime Methode der Erleuchtung, in dieser jetzigen Existenz. Die Methode, Buddha zu werden, besteht in nichts anderem“ (Hōkyō-shō, Niederschrift vom kostbaren Spiegel, von Yūkai, 1345–1416; zitiert nach Sh. Manabe).
Die Keimsilben (Sanskrit: bîja) ‚a’ und ‚hûm’ werden symbolisch für die Geschlechtsorgane gesetzt, ‚a’ für den weiblichen Schoß (Sanskrit: garbha), ‚hûm’ für den vajra, das männliche Organ.
Andererseits gibt es auch Darstellungen zweier ‚a’, in denen die Farbigkeit die Zuordnung gewährleistet, weiß für das männliche, den Samen, rot für das weibliche Prinzip.